# Sinumelon kalgum
Sinumelon kalgum är en snäckart som beskrevs av Tom Iredale 1939. Sinumelon kalgum ingår i släktet Sinumelon och familjen Camaenidae. Inga underarter finns listade i Catalogue of Life.